# Papyrus 119
Papyrus 119 (nach Gregory-Aland mit Sigel {\displaystyle {\mathfrak {P}}}119 bezeichnet) ist eine frühe griechische Abschrift des Neuen Testaments. Dieses Papyrusmanuskript enthält Teile des Johannesevangeliums. Der verbleibende Text besteht nur aus schlecht erhaltenen Fragmenten und umfasst die Verse 1,21–28; 38–44. Mittels Paläographie wurde es auf das 3. Jahrhundert datiert.
Die Handschrift wird zurzeit in den Räumen der Papyrologie der Bodleian Art, Archaeology and Ancient World Library in Oxford unter der Nummer P. Oxy. 4803 aufbewahrt.